# チトニアン
| 累代        | 代     | 紀       | 世           | 期                     | 基底年代 Mya |
| ----------- | ------ | -------- | ------------ | ---------------------- | ------------ |
| 顕生代      | 新生代 | 新生代   | 新生代       |                        | 66           |
| 顕生代      | 中生代 | 白亜紀   | 後期白亜紀   | マーストリヒチアン     | 72.1         |
| 顕生代      | 中生代 | 白亜紀   | 後期白亜紀   | カンパニアン           | 83.6         |
| 顕生代      | 中生代 | 白亜紀   | 後期白亜紀   | サントニアン           | 86.3         |
| 顕生代      | 中生代 | 白亜紀   | 後期白亜紀   | コニアシアン           | 89.8         |
| 顕生代      | 中生代 | 白亜紀   | 後期白亜紀   | チューロニアン         | 93.9         |
| 顕生代      | 中生代 | 白亜紀   | 後期白亜紀   | セノマニアン           | 100.5        |
| 顕生代      | 中生代 | 白亜紀   | 前期白亜紀   | アルビアン             | 113          |
| 顕生代      | 中生代 | 白亜紀   | 前期白亜紀   | アプチアン             | 125          |
| 顕生代      | 中生代 | 白亜紀   | 前期白亜紀   | バレミアン             | 129.4        |
| 顕生代      | 中生代 | 白亜紀   | 前期白亜紀   | オーテリビアン         | 132.9        |
| 顕生代      | 中生代 | 白亜紀   | 前期白亜紀   | バランギニアン         | 139.8        |
| 顕生代      | 中生代 | 白亜紀   | 前期白亜紀   | ベリアシアン           | 145          |
| 顕生代      | 中生代 | ジュラ紀 | 後期ジュラ紀 | チトニアン             | 152.1        |
| 顕生代      | 中生代 | ジュラ紀 | 後期ジュラ紀 | キンメリッジアン       | 157.3        |
| 顕生代      | 中生代 | ジュラ紀 | 後期ジュラ紀 | オックスフォーディアン | 163.5        |
| 顕生代      | 中生代 | ジュラ紀 | 中期ジュラ紀 | カロビアン             | 166.1        |
| 顕生代      | 中生代 | ジュラ紀 | 中期ジュラ紀 | バトニアン             | 168.3        |
| 顕生代      | 中生代 | ジュラ紀 | 中期ジュラ紀 | バッジョシアン         | 170.3        |
| 顕生代      | 中生代 | ジュラ紀 | 中期ジュラ紀 | アーレニアン           | 174.1        |
| 顕生代      | 中生代 | ジュラ紀 | 前期ジュラ紀 | トアルシアン           | 182.7        |
| 顕生代      | 中生代 | ジュラ紀 | 前期ジュラ紀 | プリンスバッキアン     | 190.8        |
| 顕生代      | 中生代 | ジュラ紀 | 前期ジュラ紀 | シネムーリアン         | 199.3        |
| 顕生代      | 中生代 | ジュラ紀 | 前期ジュラ紀 | ヘッタンギアン         | 201.3        |
| 顕生代      | 中生代 | 三畳紀   | 後期三畳紀   | レーティアン           | 208.5        |
| 顕生代      | 中生代 | 三畳紀   | 後期三畳紀   | ノーリアン             | 227          |
| 顕生代      | 中生代 | 三畳紀   | 後期三畳紀   | カーニアン             | 237          |
| 顕生代      | 中生代 | 三畳紀   | 中期三畳紀   | ラディニアン           | 242          |
| 顕生代      | 中生代 | 三畳紀   | 中期三畳紀   | アニシアン             | 247.2        |
| 顕生代      | 中生代 | 三畳紀   | 前期三畳紀   | オレネキアン           | 251.2        |
| 顕生代      | 中生代 | 三畳紀   | 前期三畳紀   | インドゥアン           | 251.902      |
| 顕生代      | 古生代 | 古生代   | 古生代       |                        | 541          |
| 原生代      | 原生代 | 原生代   | 原生代       |                        | 2500         |
| 太古代      | 太古代 | 太古代   | 太古代       |                        | 4000         |
| 冥王代      | 冥王代 | 冥王代   | 冥王代       |                        | 4600         |
| 1. 2. 3. 4. |        |          |              |                        |              |

チトニアン（英語: Tithonian）は、1億5210万年前から1億4500万年前にあたるジュラ紀の地質時代の一つ。
名称は、ポーランドとオーストリアの間に分布する一連の露頭に基づき、1865年、古生物学者アルバート・オッペルによって定められた。通常地質時代名はマーストリヒチアン（マーストリヒト）やチバニアン（千葉県）というようにその時代を定義する地域の名前が付けられるが、これはギリシア神話の神ティートーノスに由来している。
なお、「チトン階」「チトニアン階」という名称があるが、これらは時代を示すものではない。「階」は地層に対して当てられる単位（層序名）であり、層序名「チトン階」「チトニアン階」と時代名「チトン期」「チトニアン期」は対を成す関係である。詳しくは「累代」を参照のこと。

## 歴史
1873年に、ドイツの古生物学者メルヒオール・ノイマイルは1842年にフランスの博物学者アルシド・ドルビニが定義したキンメリッジアン/チトニアン境界 にドイツにおけるキンメリッジアン/チトニアン境界に近いことを確かめた。
国や地域によって階の理解が異なっていたため、1990年に国際層序委員会と国際地質科学連合がチトニアンという用語の使用を決定した。Tithonique という用語は廃止された。
1881年にロシアの地質学者セルゲイ・N・ニキチンはヴォルギアン (Volgien) という用語を発表しており、これはチトニアンにほぼ対応するとされる。

## 層序学的定義
異なる古生物地理学的地域は、以下の各地域の個別の生層序スケールの確立に繋がり、特定の指標（アンモナイト・微化石・磁気層序など）に応じてある地域内における異なるゾーニングも確立している。この時代にあたる産地として有名な例には、アーケオプテリクスなど非常に良好な保存状態の化石が知られるゾルンホーフェンがある。
基底の公式な定義はテチス海の卓越した外洋性堆積物から地点が選ばれており、以下の地点が研究されている。
- ローヌ＝アルプ地域圏のアルデシュ県に位置するサン・ペレーの町に所在するクルソル城の下の遠洋性石灰岩
- プロヴァンス地方のヴァール県にあるカンジュエのキャンプのラーガーシュテッテ。石灰岩が露出しており、非常に保存状態の良い化石が多産する。
- ドイツ南部のバーデン＝ヴュルテンベルク州のシュヴァーベンジュラ山脈の露頭
- シチリア島のエトナ地方のフォルナッツォの村の近くのサイト

## 日本において
日本では手取層群御手洗層がチトニアン階からベリアシアン階にあたる ほか、高知県に分布する鳥巣層群および相当層からはチトニアンからバランギニアンの放散虫が産出する。鳥巣層群の直下に位置するとされていた七良谷層からは、中部-上部キンメリッジアン階のアスピドセラス属のアンモナイトと最下部チトニアン階のHybonoticeras属のアンモナイト（両属ともテチス海領域を中心にゴンドワナ大陸辺縁から太平洋南部まで広く分布）が産出するため、七良谷層は鳥巣層群と少なくとも一部が重複するキンメリッジアン - チトニアン階に当たる可能性が高い。